# Vinilacetilen
Vinilacetilen je organska spojina s formulo C4H4 (H2C=CH−C≡CH). Je brezbarven plin, ki se je v preteklosti uporabljal v industriji polimerov. Spojina vsebuje alkinsko in alkensko funkcionalno skupino.
Spojina je izjemno nevarna, ker pri koncentracijah, večjih od 30 mol %, odvisno od tlaka, sama od sebe eksplodira. Eksplozije so se dogajale, predvsem pri visokih tlakih, tudi v kemičnih tovarnah, ki so predelovale  ogljikovodike s štirimi ogljikovimi atomi (C4). Ena od njih se je zgodila leta 1969  v obratu Union Carbidea v Texas Cityju (Združene države Amerike).

## Sinteza
Vinilacetilen so prvič sintetizirali s Hofmannovo eliminacijo sorodne kvarterne amonijeve soli:
[(CH3)3NCH2CH=CHCH2N(CH3)3]I2  →  2 [(CH3)3NH]I  +  HC≡C-CH=CH2
Sedaj se običajno sintetizira z dehidrohalogeniranjem 1,3-dikloro-2-butena. Pridobi se lahko tudi z dimerizacijo acetilena ali dehidrogeniranjem 1,3-butadiena.

## Uporaba
V preteklosti se je iz vinilacetilena proizvajal kloropren (2-kloro-1,3-butadien), iz katerega se je proizvajala sintetska guma. V tem procesu se je najprej z dimerizacijo acetilena proizvedel vinilacetilen, ki se je z adicijo vodikovega klorida pretvoril v 4-kloro-1,3-butadien. Nastala spojina se je v prisotnosti bakrovega(I) klorida preuredila v 2-kloro-1,3-butadien:
H2C=CH-C≡CH  +  HCl   →   H2ClC-CH=C=CH2
H2ClC-CH=C=CH2   →   H2C=CH-CCl=CH2